# Донецк (Россия)
Доне́цк (до 1955 года Гундоровка, до 1951 года — станица Гундоровская) — город областного подчинения в Ростовской области России. Образует городской округ.
Численность населения — 46 623 человек (2021 год).

## География
Город расположен на границе с Украиной, у северо-восточных отрогов Донецкого кряжа на реке Северский Донец, в 8 км от железнодорожной станции Изварино в 171 км к северу от Ростова-на-Дону, в 26 км к западу от Каменска-Шахтинского. Площадь города 112 км².

## История
Основан донскими казаками в 1681 году как станица Гундоровская на правом берегу Северского Донца. Переселялась станица с места на место из-за капризов природы: то половодье весной заливало, то пески засыпали, то Донец менял русло, уходил далеко от станицы. По этой причине перебралась Гундоровская с того места, где осталась Старая Станица, туда, где находится хутор Михайловский, а вскоре решили казаки выбрать место на правом берегу, близ устья реки Большая Каменка.
В 1766—1786 годах проводилось Генеральное межевание России, после чего Г. А. Потёмкин представил на утверждение Екатерине II карту с описанием земель войска Донского. В 1802 году земля войска Донского была разделена на 7 округов. Станица Гундоровская входила в Донецкий округ, граничивший с Екатеринославской губернией. Центром округа была определена станица Каменская.
В 1870 года земля войска переименована в Область войска Донского с центром в Новочеркасске.
К началу Первой мировой войны станица Гундоровская была довольно развитой станицей Области Войска Донского. В ней проживало около 30 тысяч человек. На собственные деньги казаки станицы открыли несколько школ, в том числе и женскую. А кроме того, Гундоровская была единственной станицей, в которой было своё Высшее политехническое училище. Оно было основано по инициативе станичников и содержалось на их же средства. С 1917 по 1918 года директором политехнических курсов был инженер-механик Георгий Дмитриевич Попов (?—1918), прежде инспектор Атаманского технического училища в Новочеркасске.
Геолог Владимир Богачёв в своём историко-географическом исследовании «Очерки географии Всевеликого войска Донского», изданном в 1919 году, так описывал станицу:

Стан. Гундоровская (до 2000 населенія) на правомъ берегу Донца, при устьѣ р. Каменки. Старая станица (теперь хуторъ) въ 7-8 верстахъ, среди песковъ лѣваго берега. Станица довольно богата, хотя почвы ея очень плохи. Въ станицѣ открылось недавно политехническое училище (курсы), но станица является всё-таки глухой и слабо заселенной, такъ какъ торговое значеніе ея убито сосѣдствомъ станицы Каменской. Угольная промышленность развита въ южной части юрта, по р. Каменкѣ и Провалью (хутора Дуванные). Въ сѣверной части юрта — цѣпь хуторовъ по р. Грачики.
После Октябрьской революции Донское войсковое правительство во главе с Войсковым атаманом А. М. Калединым отказалось признать большевиков и оказало вооружённое сопротивление. К концу февраля 1918 года силы Каледина были разгромлены, Новочеркасск и Ростов — захвачены Красной армией. На территории Области Войска Донского была провозглашена Донская Советская Республика. В марте 1918 года началось восстание казаков против большевиков, в результате которого в мае 1918 года в Новочеркасске было провозглашено создание Всевеликого Войска Донского — государственного образования, временно (до восстановления легитимной российской власти) независимого. В станице Гундоровской в течение 1918 и 1919 годах большевистские разъезды были четыре раза, все они сопровождались грабежом.
27 февраля 1920 года в станице Гундоровской была организована коммунистическая ячейка.
После установления Советской власти на Дону, в 1920 году, Область войска Донского была переименована в Донскую область РСФСР. Станица Гундоровская и часть территорий Донецкого округа отошли к Донецкой губернии Украины.
В 1923 году станице вошла в образованный Каменский район (райцентр станица Каменская) в составе Шахтинского округа Донецкой губернии Украинской ССР
В июне 1924 года Каменский район был передан в состав Юго-Восточной области РСФСР.
В 1938 году южнее станицы Гундоровской началось строительство угольных шахт, в следующем году была заложена крупная шахта «Юго-Восточная». К 1941 году развернулось строительство других шахт, получивших в то время названия «Северо-Изваринская № 1», «Юго-Западная № 1», «Северо-Гундоровская № 2» и «Северо-Гундоровская № 3».
22 июня 1941 года, после вторжения войск вермахта на территорию СССР, началась война. 22 июня в СССР была проведена мобилизация военнообязанных, родившихся в 1905—1918, с первых дней войны развернулась массовая запись добровольцев. На фронтах Великой Отечественной войны сражались тысячи гундоровских шахтёров и жителей станицы. Гундоровская находилась в тылу до июля 1942 года.
С начала войны Германия реализовывала операцию «Барбаросса», наступление на южном направлении (Львов — Киев — Севастополь — Одесса — Ростов-на-Дону осуществляла Группа армий «Юг» (командующий — генерал-фельдмаршал Герд фон Рундштедт. Западная Украина была занята ко второй декаде июля 1941 года. В конце июля Гитлер решил поменять общий план кампании и, вместо продолжения стремительного наступления на Москву, отдал приказ развернуть танки Хайнца Гудериана на юг — на Киев. В начале сентября Гудериан форсировал Десну и захватил Конотоп («конотопский прорыв»). В окружение попали пять советских армий; число пленных составило 665 тыс. В руках немцев оказалась Левобережная Украина; путь на Донбасс был открыт; советские войска в Крыму оказались отрезанными от основных сил. В конце сентября 1941 года советское командование начало оборонительную операцию на территории Донбасса, в ходе которой велось отступление и в октябре 1941 года был оставлен Таганрог.
В начале июля 1942 года началась подготовка к оставлению Гундоровской — был приказ взорвать шахтные сооружениях и затопить их подземную часть. Было вывезено имущество двух колхозов. Эвакуировалось население. 15 июля войска 1-й и 4-й танковых армий вермахта, движущихся с севера, достигли Донца у Каменска. 17 июля 1942 года войска вермахта заняли Ворошиловград, 19 июля 1942 года — Гундоровская и Каменск-Шахтинский. Во время оккупации в станице был расположен лагерь для военнопленных.
Оккупация продолжалась до февраля 1943 года. В начале января 1943 года советское командование начало Ростовскую операцию, войска Южного фронта перешли в наступление. В начале февраля 203-я стрелковая дивизия в составе 3-й гвардейской армии перешла в район станицы Гундоровская, где 306-я пехотная дивизия вермахта обороняла заранее укреплённую полосу: станица Гундоровская, хутор Шевырёвка и господствующие высоты по реке Северский Донец. 14 февраля 1943 года, перед рассветом, 619-й стрелковый полк поднялся в атаку и почти без потерь захватил станицу Гундоровскую. Ожесточённые бои за Гундоровку вёл 619-й стрелковый полк, которым командовал Мефодий Платонович Яремчук. 15 февраля 1943 года.
После освобождения станицы начались восстановительные работы, в 1943 том же году началось строительство новых шахт по добыче угля. Рядом с шахтами были возведены жилые бараки. В самых первых бараках жили военнопленные, занятые на строительстве. В 1944 году крупные и мелкие шахты объединились в трест «Гундоровуголь».
В декабре 1945 года станица Гундоровская была преобразована в рабочий посёлок Гундоровский. В сентябре 1946 года был подписан акт о сдаче в эксплуатацию шахты «Центральной».
В послевоенные годы в Донецке были построены кирпичный завод, механизированный хлебозавод, типография. В 1949 году был построен кирпичный завод.
В 1951 году посёлок получил статус города районного подчинения в составе Каменского района — город Гундоровка. В том же году была сдана в эксплуатацию шахта «Северо-Гундоровская № 3» («Гундоровская»). В декабре 1953 года была введена в эксплуатацию Центральная обогатительная фабрика «Донецкая» .
В 1954 году была образована Каменская область. 30 июня 1955 года город Гундоровка Указом Президиума Верховного Совета РСФСР был переименован в город Донецк и стал городом областного подчинения. Население составляло 33 000 человек.
В 1956 году начало организовываться автохозяйство, и появился пассажирский транспорт. С сентября 1957 года начинала действовать музыкальная школа.
В ноябре 1957 года указом Президиума ВС РСФСР Каменская область упразднена, город Донецк вошёл в состав Ростовской области.
В 1961 году был построен хлебозавод.
В конце 1960-х — начала 1970-х годов в Донецке был построен экскаваторный завод, трикотажная фабрика, хлопчатобумажный комбинат. С 1966 года в строй вступила Донецкая трикотажная фабрика по выпуску детского и бельевого трикотажа. В 1966-67 велось строительство Донецкого экскаваторного завода. В декабре 1973 года при заводе начал действовать Донецкий машиностроительный техникум. Постановлением Совета министров РСФСР No 1307 от 24 октября 1964 года было определено строительство в Донецке хлопкопрядильной фабрики. В эксплуатацию эта фабрика была принята в декабре 1969 года. Донецкий текстильный комбинат (ниточно-ткацкий комбинат) вводился в три очереди: июль 1978 года, июня 1980 года, декабрь 1983 года; получил название Донецкое хлопкопрядильное объединение (местные жители называли «хлопушкой»).
С развитием промышленного производства в 1970—1990-х годах развивалось жилищное строительство, а также строительство объектов социального и культурного назначения. Были построены Дворец культуры «Шахтёр», школы, детские сады, торговые комплексы и т. д.
В 1997 году город Донецк получил статус муниципального образования, а с 2005 года получил статус городского округа «Город Донецк». В городе были созданы органы местного самоуправления — городская дума Донецка и администрация Донецка.

## Население
| 1959    | 1967    | 1970    | 1979    | 1989    | 1992    | 1996    | 1998    | 2000    | 2001    | 2002    |
| ------- | ------- | ------- | ------- | ------- | ------- | ------- | ------- | ------- | ------- | ------- |
| 42 369  | ↘39 000 | ↘38 134 | ↗44 147 | ↗48 673 | ↗49 000 | ↗49 600 | ↘49 300 | ↘48 700 | ↘48 000 | ↗48 040 |
| 2003    | 2005    | 2006    | 2007    | 2008    | 2009    | 2010    | 2011    | 2012    | 2013    | 2014    |
| ↘48 000 | ↗52 100 | ↘51 600 | ↘51 100 | ↘50 800 | ↘50 490 | ↘50 098 | ↘49 996 | ↘49 772 | ↘49 504 | ↘49 170 |
| 2015    | 2016    | 2017    | 2018    | 2019    | 2020    | 2021    |         |         |         |         |
| ↘48 979 | ↘48 699 | ↘48 428 | ↘47 770 | ↘46 899 | ↘46 732 | ↘46 623 |         |         |         |         |

На 1 января 2025 года по численности населения город находился на 336-м месте из 1124 городов Российской Федерации.
Национальный состав
По итогам переписи населения 2020 года проживали следующие национальности (национальности менее 0,1 % и другое см. в сноске к строке «Другие»):
| Национальность | Численность, чел. | Доля     |
| -------------- | ----------------- | -------- |
| Русские        | 44 342            | 96,11 %  |
| Украинцы       | 692               | 1,50 %   |
| Армяне         | 126               | 0,27 %   |
| Азербайджанцы  | 122               | 0,26 %   |
| Татары         | 97                | 0,21 %   |
| Белорусы       | 83                | 0,18 %   |
| Другие         | 675               | 1,47 %   |
| Итого          | 46 137            | 100,00 % |

## Местное самоуправление
Органами и должностными лицами местного самоуправления города являются:
- Донецкая городская Дума (представительный орган муниципального образования)
- председатель городской Думы — глава города Донецка (высшее должностное лицо)
- администрация города Донецка (исполнительно-распорядительный орган муниципального образования)
- контрольно-счётная палата города Донецка

Донецкая городская Дума состоит из 21 депутатов, избираемых по одномандатным избирательным округам сроком на 5 лет. Председатель городской Думы — глава города Донецка избирается депутатами городской думы из своего состава открытым голосованием.

## Структура городского округа, важнейшие улицы
В состав городского округа в 2004 году на правах микрорайона города Донецка был включён бывший посёлок городского типа Гундоровский, ранее административно подчинявшийся Администрации города Донецка.
По генеральному плану городского округа «Город Донецк» получила развитие планировочная структура, образованная четырьмя районами: Центральный, Западный, Восточный и Гундоровский.
Важнейшие улицы:
- Проспект Ленина. Связывает одноимённую площадь с промышленной зоной Донецкого экскаваторного завода. Протяжённость — 2.5 километра. Начало проспекта локализуется в самом центре города. На этой территории расположено большинство административных учреждений города, суд, Донецкий остановочный пункт (автостанция) ПАО «Донавтовокзал», головное почтовое отделение, редакция муниципальной газеты « Донецкий рабочий», торговые павильоны, гостиница, автосервисы и автомагазины, и другие предприятия малого бизнеса. Начало улицы от площади Ленина до перекрёстка с улицей Горького (в народе «крест») невъездное для личного и общественного транспорта. Окончание улицы представляет собой промышленный узел, состоящий из промзон ведущих промышленных предприятий города.
- Проспект Мира. Протяжённость — 3 километра. Связывает центральную часть города с третьим микрорайоном. Здесь расположены: администрация города, культурные учреждения, популярные у дончан места семейного отдыха и прогулок, храм Державной иконы божьей матери, городской музей, редакция газеты «Новость». На пересечении с проспектом Ленина движение ограничено.

- Улица Горького. Крупная центральная улица, где концентрируется наибольшее в городе количество торговых точек (одежда, бытовая техника, цветочные павильоны, и т. п.). На этой территории находятся банковские учреждения, агентство недвижимости, центральный рынок, кинотеатр, все городские салоны сотовой связи и офисы сотовых компаний.

Достойны упоминания некоторые крупные жилые массивы, удалённые от центра города, но являющиеся общественно значимыми территориями:
- 3 микрорайон. Крупнейший по численности жителей район города. Здесь находится одно из крупнейших в Ростовской области придомовых пространств (около домов 30, 32, 34), благоустройство в 2017 г. которого было освещено в федеральных и областных СМИ. Благоустроенная игровая площадка в третьем микрорайоне представляет собой современную придомовую территорию, с обширной зоной детского и взрослого отдыха, а также оборудованную бесплатными спортивными тренажёрами. В тёмное время территория освещается светильниками, работающими от солнечных батарей. Микрорайон располагает популярным у горожан и гостей города аквапарком, магазинами бытовой техники, точками общепита, многими видами услуг малого бизнеса, а также некоторые административные здания (городской МФЦ, отдел юстиции).
- 12 квартал. Многоэтажный густонаселённый спальный район, находящийся между проспектом Ленина и промзонами «Донэкса» и « Донецкой мануфактуры». Тем не менее, здесь локализуется немало административных зданий и сферы услуг. Благодаря этому дончане со всего города часто посещают данную территорию. Здесь расположен городской отдел внутренних дел, паспортно- визовая служба, мировые судьи, адвокатская коллегия, гипермаркет, управление ЖКХ, пенсионный фонд, головная библиотека МБУК « Донецкая централизованная библиотечная система», учреждения здравоохранения, офис Ростелекома.

## Символика
Герб города Донецк
Описание герба: в червлёном и лазоревом поле, разделённом серебряным поясом, выгнутым посередине — в червлении золотой ключ бородкой вправо, в лазури две серебряные шашки в ножнах накрест, обращённые остриями вверх, а лезвиями вниз, и поверх шашек двуострая кирка того же металла.
Флаг города Донецк
Описание: Флаг города Донецка представляет собой прямоугольное полотнище с отношением ширины к длине 2:3, воспроизводящее композицию герба города: полотнище разделено по горизонтали на две части: красную (габаритная ширина которой равна ½ ширины полотнища) и голубую (габаритная ширина в 7/18 ширины полотнища) разделённые белой полосой (в 1/9 ширины полотнища) с изгибом посередине; в красной части изображён жёлтый ключ, в голубой — две белые шашки и двуострая кирка.
- Символика города
- Герб
- Флаг

## Экономика
На территории муниципального образования осуществляют свою деятельность более 400 предприятий и организаций различных форм собственности. Промышленность города представлена предприятиями текстильной и машиностроительной отраслей. Динамично развивается малый бизнес. В городе расположено одно из ведущих предприятий промышленности ОАО «Донецкая мануфактура М».
Одним из направлений дальнейшего развития экономики города Донецка определено создание туристско-рекреационной зоны, расположенной в пределах муниципального образования за счёт эксплуатации природных ландшафтов, историко-культурных ценностей, природно-географического положения. Это будет способствовать экономическому подъёму городского хозяйства, развитию сферы отдыха, туризма, предприятий сервиса и общественного питания, гостиничного бизнеса, перерабатывающих, пищевых и торговых предприятий, личных подсобных и крестьянско-фермерских хозяйств, транспортных предприятий, а также улучшению условий отдыха жителей города, укреплению их здоровья, занятости граждан, росту заработной платы и существенному пополнению местного бюджета.
Крупные предприятия:
- ОАО «Донкокс» (добыча и переработка коксующегося угля, шахта «Западная», ЦОФ «Донецкая» — ликвидирована в 2010 году[33]),
- ООО «Донэкс» (бывший ОАО «Донецкий Экскаватор», бывший «ДЭЗ») (банкрот c 2020 года[34]),
- ОАО «Донецкая Мануфактура М» (производство махровых изделий),
- Кирпичный завод.

## Транспорт

#### Железнодорожный транспорт
На территории города нет железной дороги. Ближайшая железнодорожная станция — Каменская в городе Каменск-Шахтинский.
Перевозка грузов из города Донецка железнодорожным транспортом осуществляется через станцию Лихую с выходом Ростов-на-Дону, Волгоград, Москву.

#### Автомобильный транспорт
Через Донецк проходит международная и федеральная автомобильная дорога М21.
Междугородние и международные автобусные маршруты обеспечивают связь Донецка с городами Ростовской области, Краснодарского края и Украиной.
В городе находится автостанция ПАО «Донавтовокзал», с которого возможно уехать в Ростов-на-Дону, Шахты, Новочеркасск, Таганрог, Волгодонск, и обратно, на автобусах большой и малой вместимости. Он расположен на пересечении проспекта Ленина и улицы Королёва
Транспортные компании
В городе присутствует филиал транспортной компании «ЖелДорЭкспедиция», которая доставляет грузы различного характера во все регионы России (как автомобильным, так и железнодорожным транспортом).

#### Городской общественный транспорт
Общественный транспорт в городе представлен автобусами, маршрутными такси и такси. Автобусные маршруты ходят по улицам: Ленина, М. Горького, Братьев Дорошевых, Украинскому шоссе, улицам Тимирязева и Некрасова, и т. д. Существует 10 городских маршрутов (автобусов и маршрутных такси), связывающих центр города с его отдалёнными окраинами. Работу муниципального транспорта обеспечивают два местных перевозчика. Основные и самые востребованные автобусные маршруты:
- «1» — связывает районы посёлка Гундоровский и ЦОФ. Конечная остановка — МАПП «Донецк». Маршрут проходит через 3-й микрорайон, центральный рынок и центр города;
- «2» — связывает посёлок Марьино с посёлком шахты «Западная». Проходит через 3-й микрорайон, центральный рынок и 12-й квартал.

## Таможенный пост
В Донецке находится автомобильный пункт пропуска через государственную границу «Донецк—Изварино» с Украиной. Таможенный пост МАПП Донецк относится к Ростовской таможне Южного таможенного управления.

## Образование

### Высшее образование
Высшего образования в городе Донецке нет. Ранее оно реализовывалось в Филиале Института Управления, Бизнеса и Права, который был реорганизован 2017. Теперь ЧПОУ «Донецкий институт Южного Университета (ИУБиП)» обучает студентов по программам среднего профессионального образования.

### Среднее профессиональное образование
- ЧПОУ «Донецкий институт Южного Университета (ИУБиП)»
- Донецкий промышленно-гуманитарный техникум
- Донецкое многопрофильное профессиональное училище № 50

### Среднее общее образование
- Средняя общеобразовательная школа № 1 имени Гриши Акулова
- Средняя общеобразовательная школа № 2 имени А. П. Маресьева
- Средняя общеобразовательная школа № 3 имени Василия Цветкова
- Средняя общеобразовательная школа № 4
- Средняя общеобразовательная школа № 5 имени Юрия Усачёва
- Средняя общеобразовательная школа № 7
- Гимназия № 12 имени М. А. Шолохова
- Средняя общеобразовательная школа № 13
- Средняя общеобразовательная школа № 18
- Средняя общеобразовательная школа № 20 имени Михаила Аксёнова

### Дошкольное воспитание
- Детский сад № 1
- Детский сад № 2
- Детский сад № 4
- Детский сад № 5
- Детский сад № 6
- Детский сад № 7
- Детский сад № 8
- Детский сад № 9
- Детский сад № 10
- Детский сад № 11
- Детский сад № 14
- Детский сад № 15
- Детский сад № 16
- Детский сад № 17
- Детский сад № 19

### Дополнительное образование
- Детско-юношеская спортивная школа № 1
- Детско-юношеская спортивная школа № 2
- Станция юных техников
- Дом детского творчества

## Культура
На территории городского округа расположены учреждения культуры:
- МБУК «Городской Дворец культуры и клубы» (включает в себя Городской Дворец культуры «Шахтёр», Дом культуры «Гундоровский», клуб «Станичный», клуб «ЦОФ» и клуб «Юбилейный»).
- МБУК «Донецкая централизованная библиотечная система» (включает 5 библиотек).
- МБУ ДО «Детская школа искусств».
- МБУК «Донецкий историко-краеведческий музей» (музей открыт к 50-летию города Донецка. Структуры музейных залов состоит из 8 постоянно действующих экспозиций, отражающих историческое, промышленное и культурное развитие города: боевая слава, казачий курень, казачий быт, космонавтика, машиностроение, лёгкая промышленность, угольная промышленность, флора и фауна[35]).

## Здравоохранение
На территории городского округа расположены учреждения здравоохранения:
- МБУЗ «Центральная городская больница города Донецка» (в своей структуре имеет поликлинику для взрослых на 565 посещений в смену, детскую поликлинику на 580 посещений в смену, женскую консультацию, отделение скорой медицинской помощи, родильное отделение).
- МБУЗ «Стоматологическая поликлиника».
- В городе есть частные стоматологический и медицинский центр.

В 2005 году открыт медицинский реабилитационный центр «Полимедиа», деятельность которого основана на применении передовых методов комплексного лечения, реабилитации и профилактики как заболеваний опорно-двигательного аппарата, так и последствий трудовых увечий лиц, занятых в тяжёлых и вредных условиях труда.
В городе имеется также пансионат с лечением «Донецкий». Работает аквапарк «Водолей».
В Донецке существует развитая аптечная сеть различных форм собственности.

## СМИ, Связь, Интернет

### Газеты
- «Донецкий рабочий» — еженедельная газета выпускаемая с 1956 года[36].
- «Новость» — еженедельная газета выпускаемая с 1992 года[37].
- «ПИК» — еженедельная газета города Каменск-Шахтинский, в которой есть рубрики о Донецке.

### Телевидение
- 5 ТВК — Первый канал (5 кВт)
- 7 ТВК — Донец ТВ/Ростов-папа (100 В
- 9 ТВК — Россия-1/Дон-ТР (5 кВт)
- 12 ТВК — Северский Донец/ТНТ (100 Вт)
- 21 ТВК — Южный регион-Дон (100 Вт)
- 23 ТВК — Матч ТВ (100 Вт)
- 25 ТВК — Россия К (1 кВт)
- 35 ТВК — Пятый канал (1 кВт)
- 39 ТВК — 1-й мультиплекс цифрового ТВ
- 49 ТВК — Disney (100 Вт)
- 56 ТВК — 2-й мультиплекс цифрового ТВ

### Связь
| Мобильная: - «Билайн» - «МегаФон» - «МТС» - «Tele2» - «Yota» - «Ростелеком» - «Тинькофф мобайл» | Интернет: - «Ростелеком» - «AirLink» - «МТС» |

## Архитектура и достопримечательности
В центральной части города расположен Парк культуры и отдыха, названный в честь космонавта и почётного гражданина Донецка Юрия Усачёва.
- Храм Успения Пресвятой Богородицы XIX века. 12 ноября 1852 года утверждён проект на постройку каменной церкви в Гундоровской станице Войска Донского. Место под будущий храм было освящено в 1853 году и сразу же началось строительство. В 1860 году он был освящён как двухпрестольный Свято-Успенский храм. В 1930-е годы его разорили, закрыли и использовали как склад зерна. Впоследствии церковь была восстановлена, в настоящее время в ней совершаются регулярные богослужения[38].
- Храм Державной иконы Божией Матери.

В городе также находится:
- Бывшее Приходское казачье училище для мальчиков на улице Братьев Дорошевых, 40/17.
- Церковно-приходская школа на улице Советская 51.
- Казачий курень купцов Беликовых на улице Братьев Дорошевых 30/23[39].

- Храм Державной иконы Божией Матери
- Храм Успения Пресвятой Богородицы
- Гундоровское казачье приходское училище для мальчиков
- историко-краеведческий музей
- Курень казаков – купцов Беликовых

## Скульптура и памятники
- Стела «Донецк» в третьем микрорайоне.
- Архитектурная композиция: «Шахтёр и Казак» на въезде в город.
- Стела «Я люблю Донецк» в 12 квартале.

- Мемориал дончанам, погибшим в Великой Отечественной войне
- Скорбящая мать у мемориала погибшим в Великой Отечественной войне
- Мемориал шахтёрам Донецка
- Памятник шахтёру
- Памятник шахтёрам в парке Ю. Усачёва
- Памятник Ленину
- Мемориал погибшим при исполнении воинского долга и ликвидаторам аварии на ЧАЭС
- Памятный знак гундоровскому полку

## Известные люди
- Гриша Акулов (1929—1943) — мальчик, ставший разведчиком в период оккупации
- Баньковский, Владимир Иванович (1913—1977) — главный инженер, рационализатор, редактор шахтёрской газеты «Новатор». С 1949 по 1977 год работал в тресте и на шахтах Гуковуголь.
- Буржуй, Игорь (Игорь Деревянкин) — исполнитель, композитор, автор песен.
- Бурмистров, Александр Иванович — Герой Социалистического Труда.
- Власов, Степан Григорьевич (1854—1919) — русский оперный певец.
- Гусельщиков, Адриан Константинович — русский генерал.
- Коноводов, Иван Никитич — русский генерал.
- Краснов, Зосим Алексеевич — Герой Советского Союза.
- Ленский, Анатолий Васильевич (1938—1998) — советский и российский журналист.
- Ляхович, Игорь — последний погибший солдат в Афганистане.
- Просаловская, Инесса Леонидовна — лауреат Государственных премий, Заслуженная артистка России.
- Рытиков, Василий Кузьмич (1839—1901) — генерал-лейтенант, герой русско-турецкой войны 1877—1878 годов.
- Толочек, Николай Константинович (1918—2016) — полный кавалер Знака «Шахтёрская Слава», почётный гражданин города Донецк.
- Усачёв, Юрий Владимирович — Герой России, лётчик-космонавт.
- Цветков, Василий Фёдорович — Герой Советского Союза.

### Почётные граждане Донецка
- Антонова, Анна Тихоновна (род. 1935) — педагог, Заслуженный учитель школы РСФСР, отличник народного просвещения, неоднократный победитель социалистического соревнования. Награждена орденом «Знак почёта». Звание присвоено в 1986 г.
- Беляев, Станислав Петрович (род. 1942) — спортсмен, тренер по дзюдо и самбо. Ветеран труда. Внёс большой вклад в развитие спорта в Донецке. Звание присвоено в 2012 г.
- Блохин, Владимир Павлович (род. 1939) — хозяйственный деятель, отличник санаторно-курортного комплекса профсоюзов России. Звание присвоено в 2012 г.
- Богучарский, Павел Фёдорович (род. 1938) — машиностроитель, в течение многих лет занимал руководящие должности на Донецком экскаваторном заводе. Депутат четвёртого созыва Донецкой городской Думы. Звание присвоено в 2005 г.
- Бурлаков, Владимир Михайлович (род. 1951) — полковник милиции. Награждён орденом Красной Звезды, медалью «За безупречную службу» всех трёх степеней. Звание присвоено в 2010 г.

- Бурмистров, Александр Иванович (род. 1929) — Герой Социалистического Труда, почётный шахтёр, бригадир ГРОЗ шахты «Донецкая». Ветеран труда. Награждён орденом Ленина. Звание присвоено в 1985 г.
- Винокуров, Иван Маркелович (род. 1930) — шахтостроитель, работник Донецкого шахтостроительного управления № 3. Звание присвоено в 1993 г.
- Денисенко, Надежда Михайловна (род. 1955) — врач-терапевт, заведующая терапевтическим отделением. Звание присвоено в 2010 г.
- Дохнов, Владимир Михайлович (род. 1956) — почётный работник жилищно-коммунального хозяйства, руководитель промышленных, ресурсоснабжающих предприятий г. Донецк. Звание присвоено в 2010 г.
- Зайцев, Владимир Николаевич (род. 1954) — музыкант, педагог по классу баяна, композитор, руководитель ансамбля народных инструментов «Казачок» детской школы искусств г. Донецк. Звание присвоено в 2012 г.
- Казаков, Иван Платонович (род. 1915) — ветеран Великой Отечественной войны, помощник командира взвода пешей разведки 110-го гвардейского стрелкового полка, полный кавалер ордена Славы, награждён орденами Красного Знамени, Красной Звезды. Звание присвоено в 1985 г.
- Карпунин, Николай Фёдорович (род. 1939) — Почётный работник Министерства транспорта Российской Федерации, директор Донецкого пассажирского автотранспортного предприятия. Звание присвоено в 2005 г.
- Катальников, Владимир Дмитриевич (1951—2018) — депутат Законодательного Собрания Ростовской области 4-го и 5-го созывов, депутат Государственной Думы Российской Федерации 2-го, 3-го и 4-го созывов. Доктор социологических наук, профессор, действительный член Академии горных наук. Звание присвоено в 2013 г.
- Клименко, Александр Васильевич (род. 1959) — хозяйственный деятель, муниципальный руководящий работник, спортсмен, тренер. Звание присвоено в 2010 г.
- Кобан, Александр Павлович (род. 1947) — заслуженный работник Минтопэнерго России, ветеран труда. Директор предприятия филиала «Донецкгоргаз». Звание присвоено в 2005 г.
- Ковалёва, Валентина Ивановна (род. 1930) — работник культуры, советский партийный деятель, депутат городского совета, ветеран труда. Звание присвоено в 2005 г.
- Ковалёв, Пётр Илларионович (род. 1915) — ветеран Великой Отечественной войны, помощник командира взвода пешей разведки 110-го гвардейского стрелкового полка. Звание присвоено в 1985 г.
- Круглов, Альберт Васильевич (род. 1937) — работник машиностроительной отрасли, кавалер ордена «Знак почёта». Генеральный директор Донецкого экскаваторного завода (ОАО «Донецкий экскаватор»). Звание присвоено в 2000 г.
- Кузин, Константин Витальевич (род. 1968) — депутат Законодательного Собрания Ростовской области 3-го и 4-го созывов, бизнесмен, председатель совета директоров ООО «Группа Мегаполис». Член Правления Союза работодателей Ростовской области. Звание присвоено в 2005 г.
- Кулиев, Эльман Нариман-оглы (род. 1957) — советский и российский хозяйственный деятель, депутат Донецкой городской Думы 4-го и 5-го созывов. Звание присвоено в 2007 г.
- Лавриненко, Василий Семёнович (род. 1941), почётный шахтёр, заслуженный шахтёр РСФСР. Бригадир комплексной бригады ГРОЗ шахты «Западная», ветеран труда. Награждён орденами Трудовой Славы II и III степени, знаком «Шахтёрская слава») II и III степени. Звание присвоено в 2010 г.
- Миняйло, Владимир Фёдорович (род. 1928) — Заслуженный работник культуры РСФСР, Заслуженный работник культуры Российской Федерации, член Союза журналистов, председатель Ростовского областного комитета по телевидению и радиовещанию с 1975 по 1991 гг. Звание присвоено в 1993 г.
- Мяктинов, Пётр Сергеевич (род. 1923) — Герой Социалистического Труда, бригадир проходчиков шахты «Изваринская» треста
«Донецкуголь», почётный шахтёр, ветеран Великой Отечественной войны. Звание присвоено в 1985 г.
- Полусмак, Нина Дмитриевна (род. 1961) — педагог, Почётный работник общего образования Российской Федерации, депутат Донецкой городской Думы 3-го и 4-го созывов. Звание присвоено в 2010 г.
- Поплавская, Лидия Павловна (род. 1941) — Заслуженный работник культуры Российской Федерации, более 40 лет посвятила работе в сфере культуры г. Донецка. Звание присвоено в 2000 г.
- Пугач, Пётр Петрович (1948—2017) — Почётный кавалер ш. Западная, получивший все три знака «Шахтёрская слава I,II и III степеней» и получивший два знака: «Ударник десятой пятилетки» и «Ударник одиннадцатой пятилетки».

- Рыжков, Василий Трофимович (1930—2017) — советский партийный и хозяйственный деятель, ветеран труда, председатель Донецкого городского совета ветеранов. Награждён знаком «Шахтёрская слава» III степени. Звание присвоено в 2002 г.
- Скоробутов, Михаил Васильевич (род. 1930) — Заслуженный строитель РСФСР, работник Донецкого шахтостроительного управления № 3. Награждён орденом Трудового Красного Знамени. Звание присвоено в 1986 г.
- Тарасенко, Юрий Николаевич (род. 1957) — хозяйственный, административный деятель, глава города Донецка в 1997—2001 годах, с 2001 г. по настоящее время — глава города Донецка. Звание присвоено в 2005 г.
- Толочек, Николай Константинович (1918—2016) — почётный шахтёр, ветеран Великой Отечественной войны. Награждён орденом Отечественной войныII степени, орденами «Знак почёта» и Трудового Красного Знамени, полный кавалер знака «Шахтёрская слава». Звание присвоено в 2000 г.

- Усачёв, Юрий Владимирович (род. 1957) — Лётчик-космонавт Российской Федерации, Герой Российской Федерации. Совершил 4 космические экспедиции, провёл в космосе около 553 суток и семь раз выходил в открытый космос. Звание присвоено в 1996 г.
- Холоденко, Владимир Дмитриевич (род. 1935) — почётный шахтёр, начальник добычного участка шахты «Донецкая». Награждён орденами Ленина, Октябрьской революции, Трудового Красного Знамени, полный кавалер знака «Шахтёрская слава». Звание присвоено в 2005 г.
- Цуркина, Алина Ивановна (род. 1947) — Заслуженный работник текстильной и лёгкой промышленности Российской Федерации, ветеран труда. Звание присвоено в 2001 г.
- Юзик, Владимир Васильевич (род. 1947) — почётный работник угольной промышленности, полный кавалер знака «Шахтёрская слава». Звание присвоено в 2007 г.

## Фотогалерея
- Виды города
- Памятник самолёту АН-2
- Здание бывшего аэродрома
- Стела перед Гундоровкой
- Аквапарк в Донецке
- Цветник у мемориала дончанам погибшим в ВОВ